# Песнь Симеона Богоприимца
Песнь Симеона Богоприимца (лат. Nunc dimittis, «Ныне отпущаеши…») — приводимые в Евангелии от Луки слова Симеона Богоприимца, которые он произнёс в Иерусалимском храме в день Сретения (Лк. 2:29-32). Песнь вошла в состав богослужебных песнопений христианских церквей: Православной, Католической, Англиканской и ряда Древневосточных православных церквей.

## Текст
- Церковнославянский

Ны́не отпуща́еши раба́ Твоего́, Влады́ко, по глаго́лу Твоему́, съ ми́ромъ;
я́ко ви́деста о́чи мои́ спасе́ніе Твое́,
е́же еси́ угото́валъ предъ лице́мъ всехъ люде́й,
светъ во открове́ніе язы́ковъ, и сла́ву люде́й Твои́хъ Изра́иля.
- Русский

Ныне отпускаешь раба Твоего, Владыка, по слову Твоему, с миром,
ибо видели очи мои спасение Твоё,
которое Ты уготовал пред лицом всех народов,
свет к просвещению язычников и славу народа Твоего Израиля.
- Греческий

Νῦν ἀπολύεις τὸν δοῦλόν σου, Δέσποτα, κατὰ τὸ ῥῆμά σου ἐν εἰρήνῃ•
ὅτι εἶδον οἱ ὀφθαλμοί μου τὸ σωτήριόν σου,
ὃ ἡτοίμασας κατὰ πρόσωπον πάντων τῶν λαῶν•
φῶς εἰς αποκάλυψιν ἐθνῶν καὶ δόξαν λαοῦ σου Ἰσραήλ.
- Латинский

Nunc dimittis servum tuum, Domine, secundum verbum tuum in pace:
Quia viderunt oculi mei salutare tuum
Quod parasti ante faciem omnium populorum:
Lumen ad revelationem gentium, et gloriam plebis tuae Israel.
- Английский (Book of Common Prayer, 1662)

Lord, now lettest thou thy servant depart in peace according to thy word.
For mine eyes have seen thy salvation,
Which thou hast prepared before the face of all people;
To be a light to lighten the Gentiles and to be the glory of thy people Israel.

Песнь Симеона Богоприимца носит благодарственный и отчасти пророческий характер. Симеону «было предсказано Духом Святым, что он не увидит смерти, доколе не увидит Христа Господня» (Лк. 2:26) и, узнав в младенце Иисусе обещанного Мессию, он произносит свои благодарственные слова к Богу. Песнь Симеона некоторыми мыслями и выражениями напоминает отдельные места из книги пророка Исаии (например, 11:10, 42:6 и др.)

## Богослужебное употребление
Молитва Симеона Богоприимца упоминается в числе вечерних песней в Апостольских постановлениях (7:48), датируемых концом IV века. В часословах VIII века она уже упоминается в составе вечерни, причём её место в этом чинопоследовании (между стихирами и «Святый Боже») сохранилось в Православной церкви по настоящее время. У католиков — одна из основных песней библейских, поётся на повечерии с антифоном («Спаси нас»). Англиканская церковь, не имеющая повечерия, использует эту песнь на вечерне.
В Православной церкви Типикон указывает, что песнь Симеона Богоприимца за богослужением не поётся, а читается. Песнь, согласно богослужебным указаниям, «глаголет настоятель», а следующие за ней Трисвятое по Отче наш читает чтец (на будничней вечерне песнь Типикон разрешает читать чтецу). Но, несмотря на указания Типикона, в Русской православной церкви чаще всего именно поётся. Читается же только в период Великого поста в те дни, когда не положено совершать литургию (обычно это понедельник, вторник и четверг), а также в составе «Благодарственных молитв по Святом Причащении» по окончании литургии.
Песнь Симеона Богоприимца читается в Православной церкви также при крещении младенцев мужского пола во время их воцерковления, то есть при внесении младенца в алтарь и обнесении его вокруг престола через горнее место.
В Католической церкви Песнь Симеона Богоприимца поётся также во время процессии со свечами в день праздника Сретения.